# شارل والنتین آلکان
شارل والنتین آلکان (فرانسوی: Charles-Valentin Alkan‎; ۳۰ نوامبر ۱۸۱۳ – ۲۹ مارس ۱۸۸۸) آهنگساز و پیانیست چیره‌دست دورهٔ رمانتیک اهل فرانسه بود. پیانونوازی او در دوران اوج فعالیت هنری‌اش با هم‌دوره‌ای‌های شهیری همچون فردریک شوپن و فرانتس لیست مقایسه می‌شد.